# 雲林縣土庫鎮後埔國民小學
雲林縣土庫鎮後埔國民小學（簡稱後埔國小）是位在中華民國臺灣雲林縣土庫鎮的一所公立國民小學，114學年度設有普通班7班，資源班1班。

## 歷史
後埔國小前身成立於1952年，時為雲林縣土庫鎮馬光國民學校後埔分班，1955年改稱後埔分校。1958年獨立，稱雲林縣土庫鎮後埔國民學校。首任校長吳備，1968年實施九年國民教育時改制為國民小學。2018年與新北市板橋區後埔國民小學締結姊妹校。2020年曾獲得教育部教學卓越獎金質獎。

## 行政組織
現任後埔國小校長為張志明（2025年8月1日—），下設教導處（主任一人及組長兩人）、總務處（主任一人及組長一人）、輔導室（主任一人），另設有主計兼任人事一人，護士兼任午餐祕書一人，服務員一人。

## 學區
雲林縣土庫鎮的後埔里。

## 外部連結
- 官方网站
- 雲林縣土庫鎮後埔國民小學的Facebook專頁